# Terminator Zero
Terminator Zero (izvorno poznat kao Terminator: The Anime Series) nadolazeća je znanstvenofantastična akcijska anime serija koju je razvio Mattson Tomlin a smještena je u svemir Terminatora. Seriju od osam epizoda producirali su za Netflix animacijski studio Production I.G i Skydance Television pod vodstvom Masashija Kudōa.
Serija će biti objavljena 29. kolovoza 2024. na Netflixu.

## Radnja
U Japanu Malcolm Lee razvija još jedan sustav umjetne inteligencije koji je namijenjen natjecanju sa SkyNetom. Kako se Sudnji dan približava 1997. godine, Lee pronalazi sebe i svoje troje djece koje progoni nepoznati ubojica, a tajanstveni vojnik iz 2022. poslan je da ga zaštiti.

## Glasovna postava
- Timothy Olyphant kao Terminator, kibernetički ubojica poslan u prošlost da eliminira Malcolma Leeja.
- André Holland kao Malcolm Lee: Znanstvenik koji razvija umjetnu inteligenciju koja se natječe sa SkyNetom.
- Sonoya Mizuno kao Eiko, vojnik otpora poslan iz 2022. godine da zaštiti Malcolma i njegovu djecu od Terminatora i spriječi lansiranje Kokora.
- Rosario Dawson kao Kokoro, umjetna inteligencija (AI) koji je razvio Malcolm Lee, koji je japanski odgovor na Skynet.
- Ann Dowd kao Prophet, duhovni i filozofski vođa Otpora.

## Produkcija
Anime serija smještena u svemir Terminatora prvi je put najavljena u veljači 2021. godine. Anime su za Netflix producirali animacijski studio Production I.G i Skydance Television, a dolaze od voditelja Mattsona Tomlina i redatelja Masashija Kudōa. Serija se dodatno razvijala pod radnim naslovom Terminator: The Anime Series koji je Netflix otkrio u svom Geeked Week-u 2023. godine kada je najavio premisu praćenja novih likova 1997. godine.
Tomlin je izjavio da serija tretira sve prethodne filmove kao kanon, a Production I.G. zatražio je da ima neku vrstu japanske komponente. Odluka je bila postaviti priču u Japanu, koji je tada isključio korištenje bilo kakvog oružja kao oružja u seriji.

## Distribucija
Serija će imati osam epizoda, a izlazi 29. kolovoza 2024., na  obljetnicu Sudnjeg dana.

## Vanjske poveznice
- Terminator Zero u internetskoj bazi filmova IMDb-a